# کتابخانه ملی پاکستان
کتابخانه ملی پاکستان (به انگلیسی: National Library of Pakistan) یک کتابخانه ملی در پاکستان است که در Isfahani Road, Red Zone (Islamabad) واقع شده‌است.